# Dallas International Film Festival
Il Dallas International Film Festival è un premio cinematografico statunitense. È il festival più importante del Texas settentrionale.

## Informazioni principali
Il festival si tiene ogni anno a giugno a Dallas, in Texas, dal 2007.

## Categorie
- Miglior attore protagonista
- Miglior attore non protagonista
- Miglior attrice non protagonista
- Miglior attrice protagonista
- Miglior film